# خورشیدگرفتگی ۱۵ فوریه ۲۰۱۸
خورشیدگرفتگی ۱۵ فوریه ۲۰۱۸ (به انگلیسی: Solar eclipse of February 15, 2018) یک خورشیدگرفتگی از نوع خورشیدگرفتگی جزئی است. این خورشیدگرفتگی در تاریخ ۱۵ فوریه ۲۰۱۸ میلادی (‎۲۶ بهمن ۱۳۹۶ خورشیدی) روی خواهد داد که زمان اوج آن، ساعت ۲۰:۵۲:۳۳ به‌وقت ساعت هماهنگ جهانی است.